# Elaphropus levipes
Elaphropus levipes är en skalbaggsart som beskrevs av Thomas Casey. Elaphropus levipes ingår i släktet Elaphropus och familjen jordlöpare. Inga underarter finns listade i Catalogue of Life.